# آلیزه آژی
آلیزه آژی (Alizée Agier؛ متولد ۷ ژوئیه ۱۹۹۴) کاراته‌کای اهل فرانسه است. وی در مسابقات کاراته قهرمانی جهان ۲۰۱۴ که در برمن، آلمان برگزار شد، در کومیته ۶۸ کیلوگرم بانوان مدال طلا را از آن خود کرد.
در سال ۲۰۱۹، در مسابقات قهرمانی کاراته اروپا ۲۰۱۹ که در گوادالاخارا، اسپانیا برگزار شد، در کومیته ۶۸ کیلوگرم بانوان موفق به کسب مدال طلا شد. در همان سال، او در بازی‌های اروپایی ۲۰۱۹ که در مینسک، بلاروس برگزار شد، در کومیته ۶۸ کیلوگرم بانوان رقابت کرد. او در مرحله حذفی یکی از سه مسابقه‌اش را برد و به مرحله نیمه نهایی صعود نکرد.

## دستاوردها
| سال  | رقابت                 | محل                  | رتبه بندی | رویداد            |
| ---- | --------------------- | -------------------- | --------- | ----------------- |
| ۲۰۱۳ | بازی‌های مدیترانه ای   | مرسین، ترکیه         | سوم       | کومیته ۶۸ کیلوگرم |
| ۲۰۱۴ | قهرمانی جهان          | برمن، آلمان          | یکم       | کومیته ۶۸ کیلوگرم |
| ۲۰۱۶ | مسابقات قهرمانی اروپا | مون‌پلیه، فرانسه      | سوم       | کومیته تیمی       |
| ۲۰۱۶ | قهرمانی جهان          | لینتس، اتریش         | یکم       | کومیته تیمی       |
| ۲۰۱۷ | مسابقات قهرمانی اروپا | ازمیت، ترکیه         | دوم       | کومیته ۶۸ کیلوگرم |
| ۲۰۱۹ | مسابقات قهرمانی اروپا | گوادالاخارا، اسپانیا | یکم       | کومیته ۶۸ کیلوگرم |